# Reino Florístico Antártico

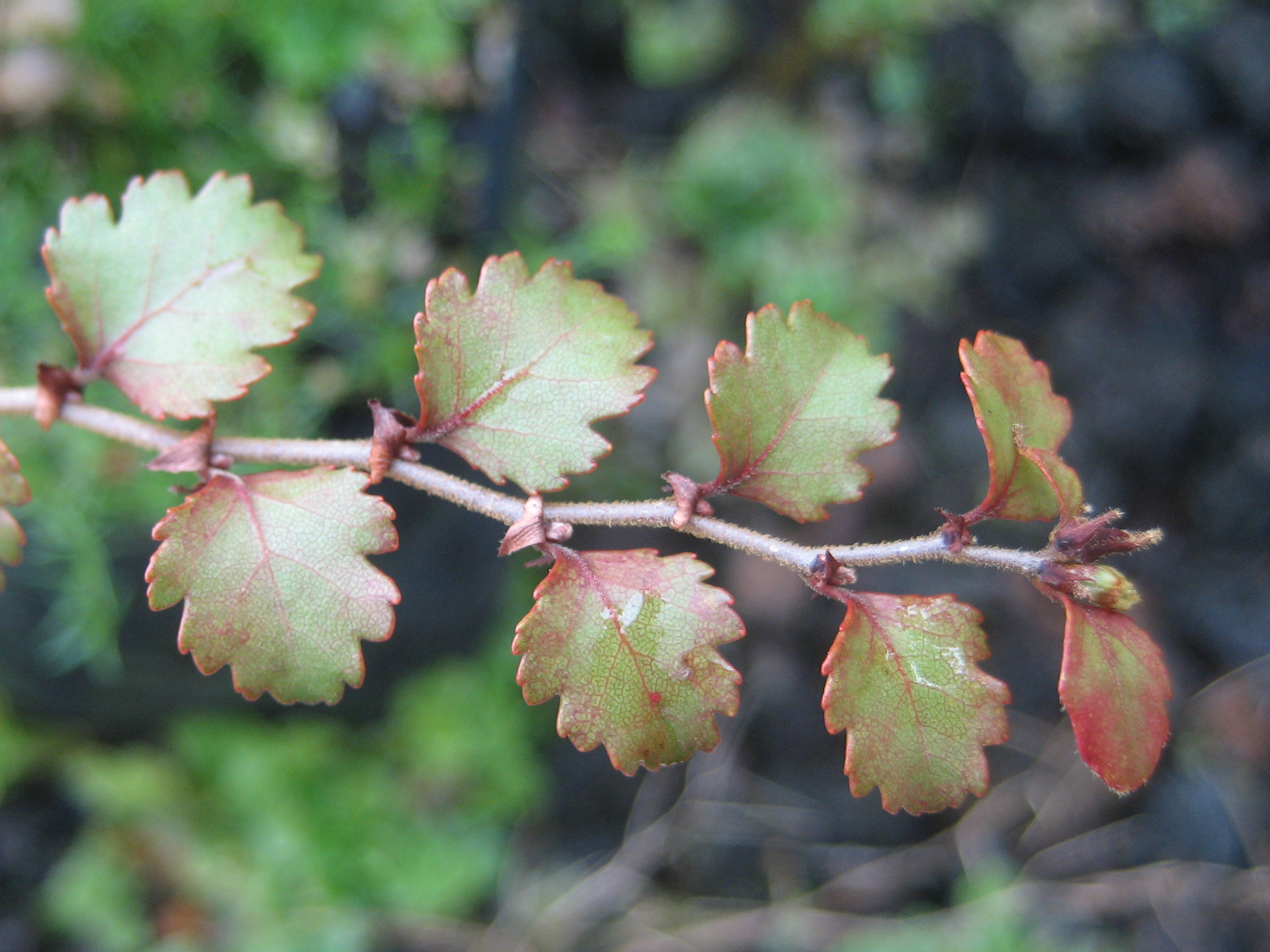
Nothofagus fusca, Nova Zelândia

Reino Florístico Antártico é um dos seis grandes reinos florísticos do mundo (fitocórios), caracterizado pela presença de uma flora antártica constituída por uma comunidade distinta de plantas vasculares que evoluiu há milhões de anos no supercontinente Gondwana. Este tipo de flora encontra-se atualmente representada em várias e distintas zonas do hemisfério sul, incluindo o sul da América do Sul, o extremo sul de África, Nova Zelândia, Austrália, Tasmânia e Nova Caledónia.

## Origem e evolução
A América do Sul, África, Índia, Austrália, Nova Zelândia e Antártida foram outrora parte do supercontinente Gondwana que começou a sua separação no início do Cretáceo (135-65 milhões de anos atrás). A Índia foi a primeira a se separar, seguida da África e depois da Nova Zelândia, que iniciou a deriva para norte. No final do Cretáceo a América do Sul e a Austrália ainda se encontravam ligadas à Antártida. Por esta altura assistiu-se, nas áreas mais frias e húmidas do sul da Gondwana, à emergência de uma flora distinta, assemelhando-se à encontrada atualmente no sul da Nova Zelândia. Uma flora adaptada a condições mais secas desenvolveu-se no norte de Gondwana, nos atuais norte de África e norte da América do Sul.

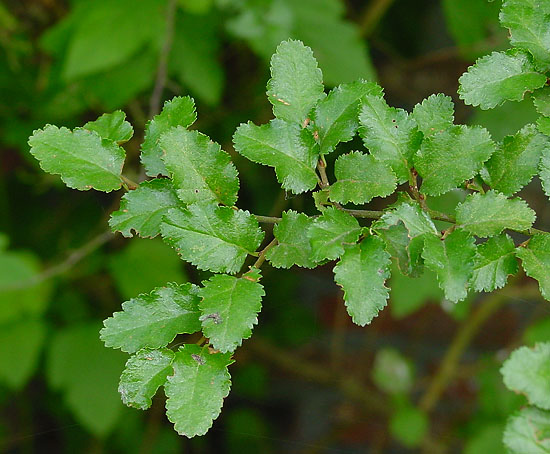
Nothofagus antarctica, Chile e Argentina

A África e Índia derivaram para norte em direção a latitudes tropicais, tornaram-se mais quentes e secas, e uniram-se, finalmente, ao continente euroasiático, sendo que atualmente a flora destas duas regiões possui muito poucas reminiscências da flora antártica. A Austrália derivou também para norte, tornando-se progressivamente mais seca. A flora antártica recuou para a costa leste do continente e para a Tasmânia, enquanto o restante território foi dominada por géneros de plantas mais resistentes à seca como Acacia, Eucalyptus, e Casuarina, bem como por arbustos e ervas xerófilos. Com a chegada do Homem a este continente há entre 60 000 e 50 000 anos e o uso do fogo de forma a moldar a paisagem, a flora antártica (também conhecida como Floresta húmida na Austrália) recuou para áreas isoladas que compõem atualmente cerca de 2% do território australiano.

## Extensão
O botânico Ronald Good identificou e individualizou o reino florístico antártico, que inclui o sul sul-americano, a Nova Zelândia e alguns grupos de ilhas do sul, baseando-se nas semelhanças entre as suas floras. Good incluiu a Austrália neste reino florístico próprio, enquanto a Nova Guiné e Nova Caledónia foram incluídas no reino florístico paleotropical, devido à intrusão de flora euroasiática que suplantou quase por completo a flora antártica.

## Composição
Dentro das plantas lenhosas desta flora incluem-se as coníferas das famílias Podocarpaceae, Araucariaceae e da subfamília Callitroideae da família Cupressaceae. Incluem-se ainda angiospérmicas como as famílias Proteaceae, Griseliniaceae, Cunoniaceae, Atherospermataceae, e Winteraceae e os géneros Nothofagus, e Fuchsia. Muitas outras famílias de plantas com flor e fetos, incluindo os fetos arbóreos do género Dicksonia, são característicos da flora antártica.
Quanto à própria Antártida, esta revela-se demasiado fria e seca, não suportando, virtualmente, nenhuma planta vascular há vários milhões de anos. A sua flora consiste atualmente de cerca de 250 espécies de líquenes, 100 de musgos, 25-30 espécies de hepáticas e cerca de 700 espécies terrestres e aquáticas de algas. Duas espécies de ervas angiospérmicas podem, no entanto, ser encontradas no norte e oeste da Península Antártica, a Deschampsia antarctica e a Colobanthus quitensis. Entre as espécies de musgo endémicas desta região incluem-se a Grimmia antarctici, Schistidium antarctici, e Sarconeurum glaciale.